# Federación Venezolana de Fútbol de Salón
La Federación Venezolana de Fútbol de Salón (FEVEFUSA) fue la entidad de derecho privado que se encarga de la promoción y el desarrollo del futsal (fútbol de salón) en el país sudamericano. Dirigía la práctica de la disciplina en el país, de acuerdo a las reglas oficiales de la Asociación Mundial de Futsal (AMF). Estuvo encargada de las selecciones de fútbol de salón que representan a Venezuela a nivel regional, continental y mundial, en las ramas femenina y masculina. Sin embargo antes de que se llevará a cabo el mundial femenino en Mosquera, Cundinamarca, en Colombia en el 2022 la entidad deportiva fue expulsada por la AMF debido a intereses de la FEVEFUSA sobre cambiar de organización a la recién fundada FIFUSA. Luego 2 años después los rumores de que la FEVEFUSA estuviera en los torneos de la FIFUSA y por ende en esta recién fundada organización fueron verdaderos debido a que la FIFUSA confirmó su presencia en el mundial de futsal de la FIFUSA en Colombia en septiembre del 2024 oficializado su instancia en la FIFUSA.
El fútbol de salón es uno de los deportes más populares de Venezuela, donde se le conoce como futbolito. De acuerdo a cifras publicadas por FEVEFUSA, para 2013 lo practicaban más de dos millones de personas. Alrededor de 70 mil jugadores estaban inscritos en la Federación Venezolana de Fútbol de Salón, siendo 400 de ellos profesionales. 20 equipos participaban para el momento en la Liga Bolivariana de Fútbol de Salón.
Veintidós de las veinticuatro entidades federales del país están afiliadas a FEVEFUSA, a través de sus asociaciones. Además, cuenta con la afiliación de la Comisión Nacional de Árbitros y Anotadores de Fútbol de Salón.
FEVEFUSA es miembro de la Asociación Mundial de Futsal, la Federación Internacional de Fútbol de Salón FIFUSA la Confederación Sudamericana de Futsal, la Confederación Norte-Centralamericana y Caribe de Futsal y la Confederación Panamericana de Futsal.
Bajo la dirección de FEVEFUSA, Venezuela obtuvo un título mundial masculino en México 1997 (uno de los dos campeonatos mundiales que el país ha obtenido en deportes de conjunto, y el único a nivel profesional), un subcampeonato mundial femenino en Colombia 2013 (la actuación más exitosa de un equipo de damas venezolano), una medalla de plata en categoría masculina en los Juegos Mundiales en Colombia 2013 (como deporte de exhibición) y varios títulos y subtítulos panamericanos y sudamericanos, tanto en categoría femenina como masculina.

## Historia
El 8 de junio de 1983, el empresario Roberto Salinas Louro fundó la Asociación de Fútbol de Salón del Estado Carabobo, a partir de una idea que concibió durante un viaje a Galicia, España. Esta fue la primera asociación estadal del deporte en Venezuela. 
Le siguieron los pasos las asociaciones de los estados Cojedes, Distrito Federal, Mérida, Táchira y Trujillo. El 24 de junio de 1984 se fundó la Federación Venezolana de Fútbol de Salón, integrada por dichas asociaciones. Su primer presidente fue Roberto Salinas Louro. Una vez constituida, se tramitó su inscripción ante el Instituto Nacional de Deportes.
Un trabajo conjunto entre la federación, las asociaciones, los centenares de clubes diseminados a lo largo del territorio nacional, los jugadores, los árbitros y el personal técnico, los anunciantes y algunos medios de comunicación hicieron del deporte uno de los más populares y exitosos del país.

## Deberes y atribuciones
- Dirigir las actividades deportivas del fútbol de salón en el territorio nacional
- Dictar las normas técnicas y demás deberes que rigen la disciplina, en concordancia con las establecidas por la Asociación Mundial de Futsal, y velar por su cumplimiento
- Promover la formación, capacitación y mejoramiento del talento humano necesario para el desarrollo del fútbol de salón venezolano
- Organizar y dirigir las competencias deportivas de la especialidad que se realicen en el país
- Convocar a las y los salonistas para participar en competencias internacionales en representación de Venezuela
- Reconocer y proclamar a las y los integrantes de las selecciones nacionales, según sus categorías
- Representar a Venezuela ante la Asociación Mundial de Fútbol de Salón (AMF) y demás asociaciones, federaciones y confederaciones a las cuales está afiliada
- Sancionar sus respectivos estatutos y reglamentos
- Rendir cuentas abiertas del manejo de los fondos públicos y particulares recibidos, tanto por la federación como por sus afiliados
- Los demás deberes y atribuciones que establezcan sus estatutos y reglamentos

## Presidentes

### Roberto Salinas Louro
Padre del fútbol de salón organizado en Venezuela. Durante su gestión, el fútbol de salón pasó de ser una disciplina practicada de forma no reglamentada a ser uno de los deportes de mayor vitalidad en el país sudamericano.  

### Magnevis Escalante
Durante su período al frente de FEVEFUSA, se constituyó la selección nacional masculina, que tuvo sus primeras actuaciones internacionales oficiales, incluyendo su clasificación a la Copa Mundial de Italia 1991, donde tuvo una actuación muy destacada. Se creó la Liga Especial Superior de Fútbol de Salón (que se disputó entre 1993 y 1998).

### Roberto Salinas Louro
Durante este período, el futsal venezolano cosechó sus mejores éxitos internacionales: un título panamericano (Colombia 1996) y el campeonato mundial de 1997 en México. Este título mundial le valió a Salinas una mención especial por parte del Círculo de Periodistas Deportivos del Estado Carabobo. Luego del título mundial, se enfrentó a un cisma que condujo a que parte de los jugadores, entrenadores y personal técnico se incorporara a la modalidad FIFA, promovida por la Federación Venezolana de Fútbol.

### Carlos Briceño
Su gestión se caracterizó por la defensa de los espacios para el fútbol de salón (especialmente ante la irrupción del fútbol cinco de la FVF-FIFA), así como la procura de un trato igualitario de parte de las autoridades nacionales para los deportes no olímpicos. Se estimuló la actividad competitiva local e internacional. Se promovió el desarrollo de la selección femenina, que le dio al país un subtítulo mundial (en 2013 en Colombia) y un título sudamericano (en 2015 en Colombia). Por su parte, la selección masculina obtuvo el subcampeonato en los Juegos Mundiales (en 2013 en Colombia).

### Jaime Duran
Es reconocido como el comisionado de la AMF nivel internacional hasta que nos pongamos al día y tendrá la tarea de lograr la presentación de nuestra Selección Femenina en el mundial femenino que se efectuará desde el 23 hasta el 30 de octubre de año 2022, no tiene atribuciones sobre el Fútbol de salón organizado del país, siendo esta una responsabilidad de la FEVEFUSA

### Ysmael Boada
Encargado de dirigir el Fútbol de Salón Venezolano por continuidad administrativa avalada en las asociaciones debidamente constituidas y registradas en el Instituto Nacional de Deportes IND.

## Junta directiva, período 2018-2022
- Presidente: (E.) Ysmael Boada
- Vice Presidente: (E.) Carlos Párica
- Secretario General: (E.) Oscar Guzman